# 琴叶风吹楠
琴叶风吹楠（学名：Horsfieldia pandurifolia）为肉豆蔻科风吹楠属下的一个种。

## 扩展阅读
- 維基物種上的相關：琴叶风吹楠